# Ina Scharrenbach
Ina Scharrenbach (ur. 30 września 1976 w Unna) – niemiecka polityk, działaczka Unii Chrześcijańsko-Demokratycznej (CDU), minister w rządach Nadrenii Północnej-Westfalii, członek Bundesratu.

## Życiorys
W 1996 roku zdała egzamin maturalny, a następnie rozpoczęła kształcenie zawodowe w zakresie bankowości, które ukończyła w 1999 roku. Do 2001 roku pracowała w miejskim oddziale banku oszczędnościowego (Sparkasse). Następnie studiowała rachunkowość, podatki i controlling w Wyższej Szkole Zawodowej w Dortmundzie. W latach 2005–2017 pracowała w firmie zajmującej się audytem finansowym.
Do CDU wstąpiła w 1996 roku. Od 1999 do 2017 roku zasiadała w radzie miasta Kamen. W latach 2011–2017 była wiceprzewodniczącą, a od 2017 roku pełni funkcję przewodniczącej Związku Kobiet CDU (Frauen-Union) w Nadrenii Północnej-Westfalii. Od 2014 roku kieruje regionalnymi strukturami tej organizacji w Zagłębiu Ruhry. Od 2011 roku jest również wiceprzewodniczącą CDU w powiecie Unna, a od 2012 – wiceprzewodniczącą CDU na szczeblu landowym. W 2022 roku dołączyła do prezydium federalnego partii.
W latach 2012–2017 oraz ponownie od 2022 roku zasiada w landtagu Nadrenii Północnej-Westfalii. 30 czerwca 2017 roku objęła urząd minister ds. ojczyzny, spraw komunalnych, budownictwa i równości, który pełniła do 29 czerwca 2022 roku. Od tego dnia kieruje ministerstwem w zmienionym zakresie – jako minister ds. ojczyzny, spraw komunalnych, budownictwa i cyfryzacji.
Od 30 czerwca 2022 roku jest członkinią Bundesratu, wcześniej, w latach 2017–2022, zasiadała w nim jako członkini zastępcza.